# Eudarcia armatum
Eudarcia armatum is een vlinder uit de familie van de Meessiidae. Deze soort is voor het eerst wetenschappelijk beschreven als Obesoceras armatum door Reinhard Gaedike in een publicatie uit 1985.
De soort komt voor in Griekenland.